# Vlag van Froidchapelle
De vlag van Froidchapelle is op 8 maart 1999 bij raadsbesluit vastgesteld als de vlag van de Henegouwse gemeente Froidchapelle. De vlag kan als volgt worden beschreven:
Gevierendeeld, eerste en vierde wit met drie rode golven, tweede en derde wit met drie rode eikenbladeren.
De vlag werd pas op 30 april 1999 bevestigd door de Franse Gemeenschapsregering. De vlag is volledig gebaseerd op het gemeentewapen en ziet er dus helemaal hetzelfde uit.